# Epictia borapeliotes
Epictia borapeliotes é uma espécie do grupo Epictia decrita em 1996 por Paulo Vanzolini.